# Rừng hỗn hợp Balkan

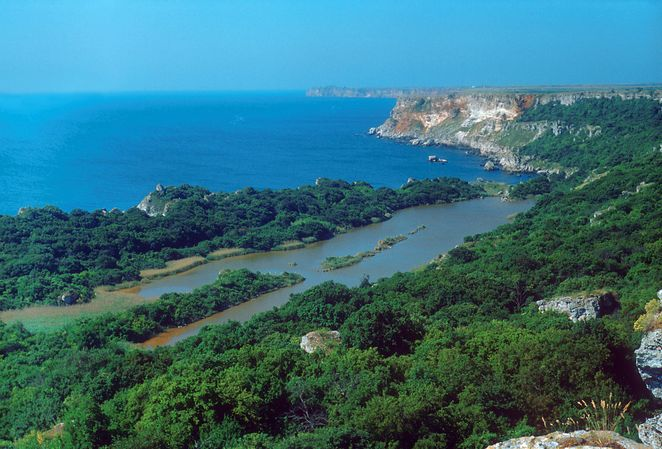
Rừng trên bờ Biển Đen Bulgaria.

Vị trí địa lý của vùng sinh thái rừng hỗn hợp Balkan

Các khu rừng hỗn hợp Balkan tạo thành một vùng sinh thái trên cạn của châu Âu theo cả WWF và Bản đồ kỹ thuật số về các khu vực sinh thái châu Âu thuộc Cơ quan Môi trường châu Âu. Nó thuộc về quần xã sinh vật rừng lá rộng ôn đới và hỗn hợp và Khu vực Cổ Bắc giới.

## Phân phối
Các khu rừng hỗn hợp Balkan bao phủ phần lớn các thung lũng, đồng bằng và sườn núi phía đông Balkan trên các độ cao khác nhau (ngoại trừ phần cao hơn của dãy núi Rhodope và Balkan, nơi chúng được thay thế bởi các khu rừng hỗn hợp núi Rodope), kéo dài từ khoảng thung lũng Drina đến bờ biển của Biển Đen, Marmara và Aegean và chiếm diện tích 224.400 km² (86.600 dặm vuông) chủ yếu ở Bulgaria, Bắc Macedonia, Serbia, Romania, Hy Lạp, Kosovo và Thổ Nhĩ Kỳ. Vùng sinh thái được bao quanh bởi các khu rừng rụng lá Euxine-Colchic (ở Thổ Nhĩ Kỳ, Georgia và Bulgaria), các khu rừng hỗn hợp và rừng hỗn hợp Aegean và Tây Thổ Nhĩ Kỳ (ở Hy Lạp), rừng hỗn hợp núi Pindus (ở Hy Lạp, Bắc Macedonia và Albania), rừng dãy núi Dinaric (ở Montenegro và Bosnia và Herzegovina), rừng hỗn hợp Pannonia (ở Bosnia và Herzegovina, Serbia và Romania), rừng lá kim Carpathian, rừng hỗn hợp Trung Âu (cả ở Romania), cũng như thảo nguyên rừng Đông Âu và thảo nguyên Pontic (cả hai nằm ở Romania và Bulgaria).

## Miêu tả
Khí hậu của vùng sinh thái theo phân loại khí hậu Köppen chủ yếu thuộc kiểu cận nhiệt đới ẩm (Cfa) đến ẩm ướt kiểu lục địa mùa hè (Dfb), với mùa đông ẩm ướt. Một số khu vực có lượng mưa tương đối cao đã được coi là một khu rừng nhiệt đới ôn đới.
Một số loài cây sồi rụng lá (nổi bật nhất là Quercus frainetto Ten., Cũng như Q. cerris L., Q. pubescens Willd. Và những loài khác) thống trị hầu hết các khu rừng của vùng sinh thái, xen kẽ các sườn núi cao hơn (trên 800–1200 m). Sồi châu Âu và các loài cây lá kim như thông Scots, thông Bosnia, thông Macedonia, linh sam bạc và vân sam Na Uy. Các đỉnh núi cao nhất là nơi phân bố thảm thực vật vùng núi cao.
Về mặt tế bào học, vùng sinh thái là nơi chia sẻ giữa các phần của các tỉnh Trung Âu, Illyrian và Euxinian của Vùng Circumboreal thuộc Vương quốc Holarctic (theo phân định của Armen Takhtajan).